# プリズレン郡

プリズレン郡
Rajoni i Prizrenit
Гњилански oкруг
Gnjilanski okrug

プリズレン郡（プリズレンぐん、アルバニア語:Rajoni i Prizrenit、セルビア語:Призренски округ / Prizrenski okrug）は、コソボの郡。郡都はプリズレン。

## 基礎自治体
プリズレン郡には、5つの基礎自治体がある。
- プリズレン
- ドラガシュ（シャリ）
- スハレカ / スヴァ・レカ（テランダ）
- マリシェヴァ / マリシェヴォ
- マムシャ